# Vriesea heliconioides
Vriesea heliconioides là một loài thuộc chi Vriesea. Đây là loài bản địa của Bolivia, Costa Rica, México, Venezuela và Ecuador.

## Hình ảnh

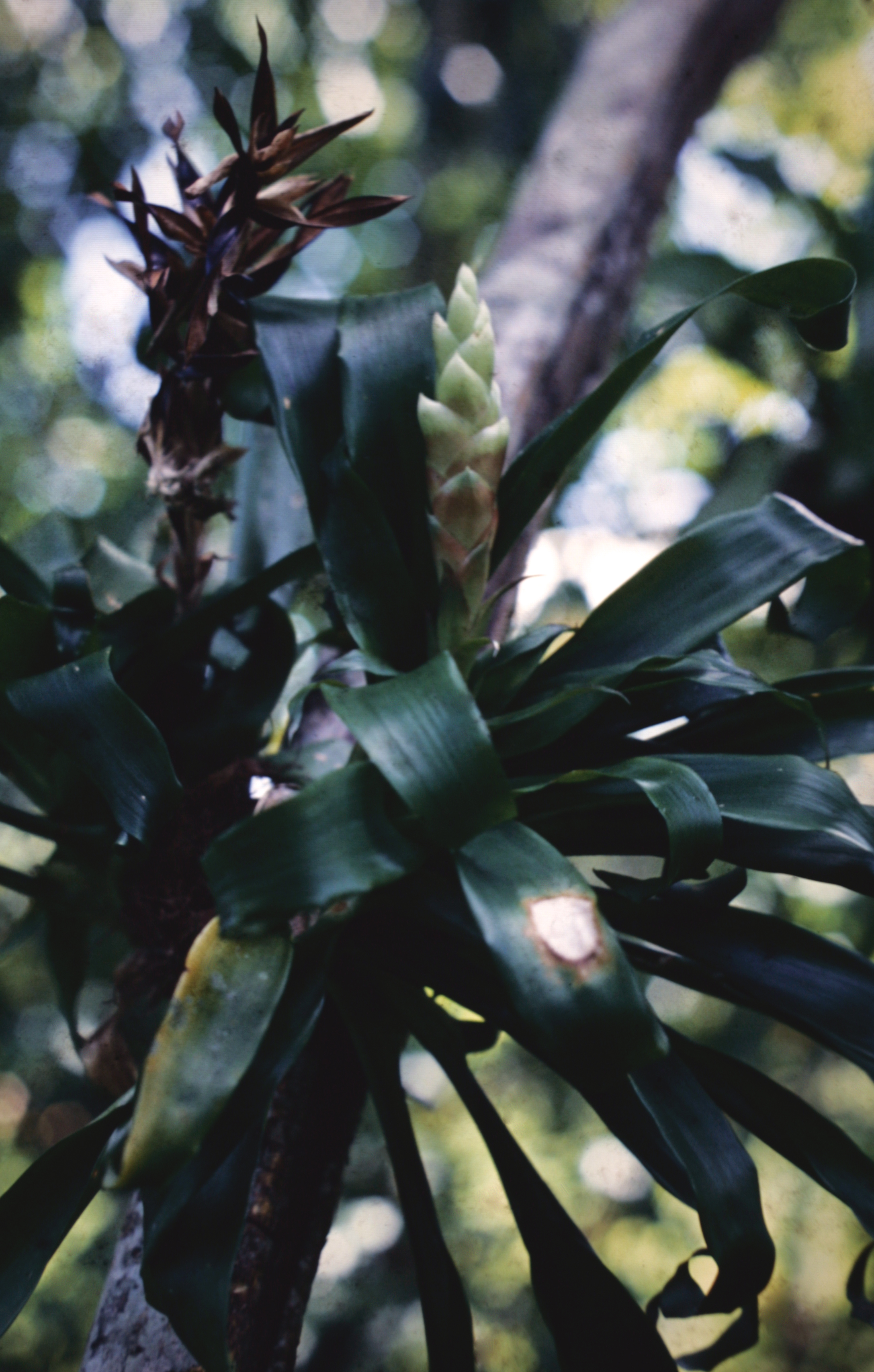
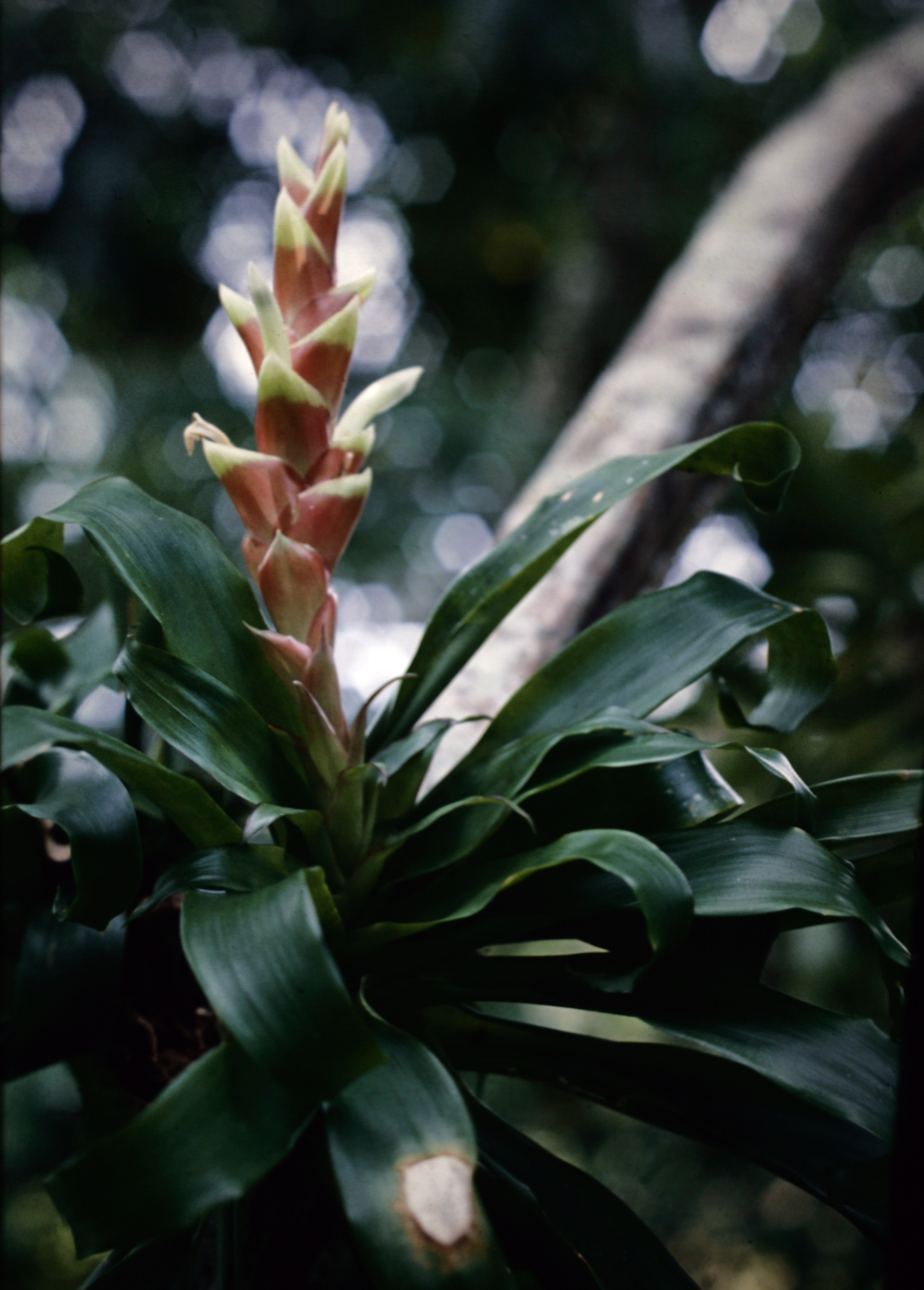